# Kvistofta prästgård
Kvistofta prästgård är en historisk prästgårdsbyggnad i Kvistofta kyrkby i Helsingborgs kommun. Byggnaden uppfördes 1848 efter ritningar av arkitekten Carl Georg Brunius och fungerade som bostad för socknens kyrkoherde. Prästgården är uppförd i 2,5 våningar av tegel och har en medeltidsromantisk utformning i den typiska Bruniusstilen, vilket gav den ett mer borgerligt, herrgårdsliknande uttryck jämfört med äldre prästgårdar. 

## Historik
En prästgård har funnits på platsen åtminstone sedan 1700-talet. I samband med enskiftet 1806 flyttades många gårdar ut från Kvistofta by, men prästgården fick ligga kvar intill kyrkan. Den nuvarande prästgårdsbyggnaden uppfördes 1848, då det äldre prästbostället ersattes av ett nytt bostadshus i 2,5 våningar ritat av domkyrkoarkitekten Carl Georg Brunius. Under mer än ett sekel tjänade byggnaden som prästbostad i Kvistofta församling. På 1900-talets slut upphörde prästgården att användas av kyrkan och övergick till privat ägo; idag fungerar den som en privat bostadsfastighet.

## Arkitektur
Kvistofta prästgård uppfördes i rött tegel med 2,5 våningar och har ett sadeltak. Arkitekturen präglas av den nygotiskt inspirerade Bruniusstilen, en medeltidsromantisk stilform typisk för Carl Georg Brunius’ byggnader. Fasaden är symmetrisk med inslag av dekorativa detaljer i klassicistisk anda kombinerat med medeltidsinfluerade element, vilket ger prästgården ett herrgårdsliknande utseende. Byggnaden utgör, tillsammans med Kvistofta kyrka, en del av en kulturhistoriskt värdefull kyrkomiljö i Kvistofta socken.

## Nutida status
År 2015 såldes prästgården av kyrkan och är nu i privat ägo.